# Zyzomys
A Zyzomys az emlősök (Mammalia) osztályának a rágcsálók (Rodentia) rendjébe, ezen belül az egérfélék (Muridae) családjába tartozó nem.

## Rendszerezés
A nembe az alábbi 5 faj tartozik:
- Zyzomys argurus Thomas, 1889 – típusfaj
- Zyzomys maini Kitchener, 1989
- Zyzomys palatilis Kitchener, 1989
- ausztrál szirtipatkány (Zyzomys pedunculatus) Waite, 1896
- Zyzomys woodwardi Thomas, 1909